# جان کارلوس بوربانو
جان کارلوس بوربانو (انگلیسی: Juan Carlos Burbano؛ زادهٔ ۱۵ فوریهٔ ۱۹۶۹) یک بازیکن فوتبال اهل اکوادور است.
وی همچنین در تیم ملی فوتبال اکوادور بازی کرده‌است.